# Покрашевский сельсовет
Покрашевский сельсовет — административная единица на территории Слуцкого района Минской области Республики Беларусь.

## Состав
Покрашевский сельсовет включает 9 населённых пунктов:
- Адамово — деревня.
- Ануфровичи — деревня.
- Бобовищи — деревня.
- Вынищи — деревня.
- Замостье — деревня.
- Леньки — агрогородок.
- Павловка — деревня.
- Покрашево — деревня.
- Рудня — деревня.

## История
Образован 26 февраля 1932 года как Покрашевский национальный польский сельсовет в составе Слуцкого района БССР. 20 ноября 1934 года реорганизован в белорусский сельсовет, с части сельсовета образованы Замостянский национальный польский сельсовет. С 12 февраля 1935 года в составе Гресского района, с 21 июня 1935 года Слуцкого округа. После введения областного раздела 20 февраля 1938 года в Гресском районе Минской области. С 20 сентября 1944 по 8 января 1954 года в составе Бобруйской области. С 17 декабря 1956 года в составе Слуцкого района.